# Karl Brugger (Journalist)
Karl Brugger (* 1942 in Zell; † 1. Januar 1984 in Rio de Janeiro) war ein deutscher Auslandskorrespondent der ARD (Erstes Deutsches Fernsehen) und Autor.
Karl Brugger, der im Jahr 1961 sein Abitur am Kreisgymnasium Riedlingen absolvierte, studierte Zeitgeschichte und Journalismus in München und Paris. Er arbeitete zunächst als freier Journalist in Lateinamerika, ab 1974 übernahm er die Stelle des ARD-Korrespondenten in Rio de Janeiro.
Er schrieb das Buch Die Chronik von Akakor, das die mystischen Begebenheiten des zwielichtigen, vorgeblichen Indianer-Häuptlings Tatunca Nara im brasilianischen Regenwald beschreibt.
Brugger wurde in der Neujahrsnacht 1984 in Rio de Janeiro von einem Unbekannten erschossen. Dieser Mord wurde Tatunca Nara angelastet, der jedoch ein Alibi aufweisen konnte. Bis heute ist der Mord an Karl Brugger nicht aufgeklärt.